# Cunitz (cràter)
Cunitz és un cràter d'impacte en el planeta Venus de 48,6 km de diàmetre. Porta el nom de Maria Cunitz (1610-1664), astrònoma i matemàtica de Silèsia, i el seu nom va ser aprovat per la Unió Astronòmica Internacional el 1991.